# Laurent Grimmonprez
Laurent Georges Grimmonprez (Gand, 14 dicembre 1902 – 22 maggio 1984) è stato un calciatore belga, di ruolo attaccante.

## Carriera
Fu capocannoniere del campionato belga nel 1926.

## Palmarès

### Club
- Campionato belga di seconda divisione: 1

Gent: 1935-1936

### Individuale
- Capocannoniere del Campionato belga di calcio: 1

1925-1926 (28 gol)